# Champtauroz
Champtauroz é uma comuna da Suíça, situada no distrito de Broye-Vully, no cantão de Vaud. Tem 3,05 km² de área e sua população em 2018 foi estimada em 122 habitantes.